# Arena Kombëtare
El Arena Kombëtare (en español: Estadio Nacional de Albania), por motivos de patrocinio Air Albania Stadium, es un estadio de fútbol ubicado en la ciudad de Tirana, Albania. Fue inaugurado el 17 de noviembre de 2019 y es el estadio más grande del país con una capacidad para 21 690 espectadores, en él disputa sus partidos la selección de fútbol de Albania.

## Historia

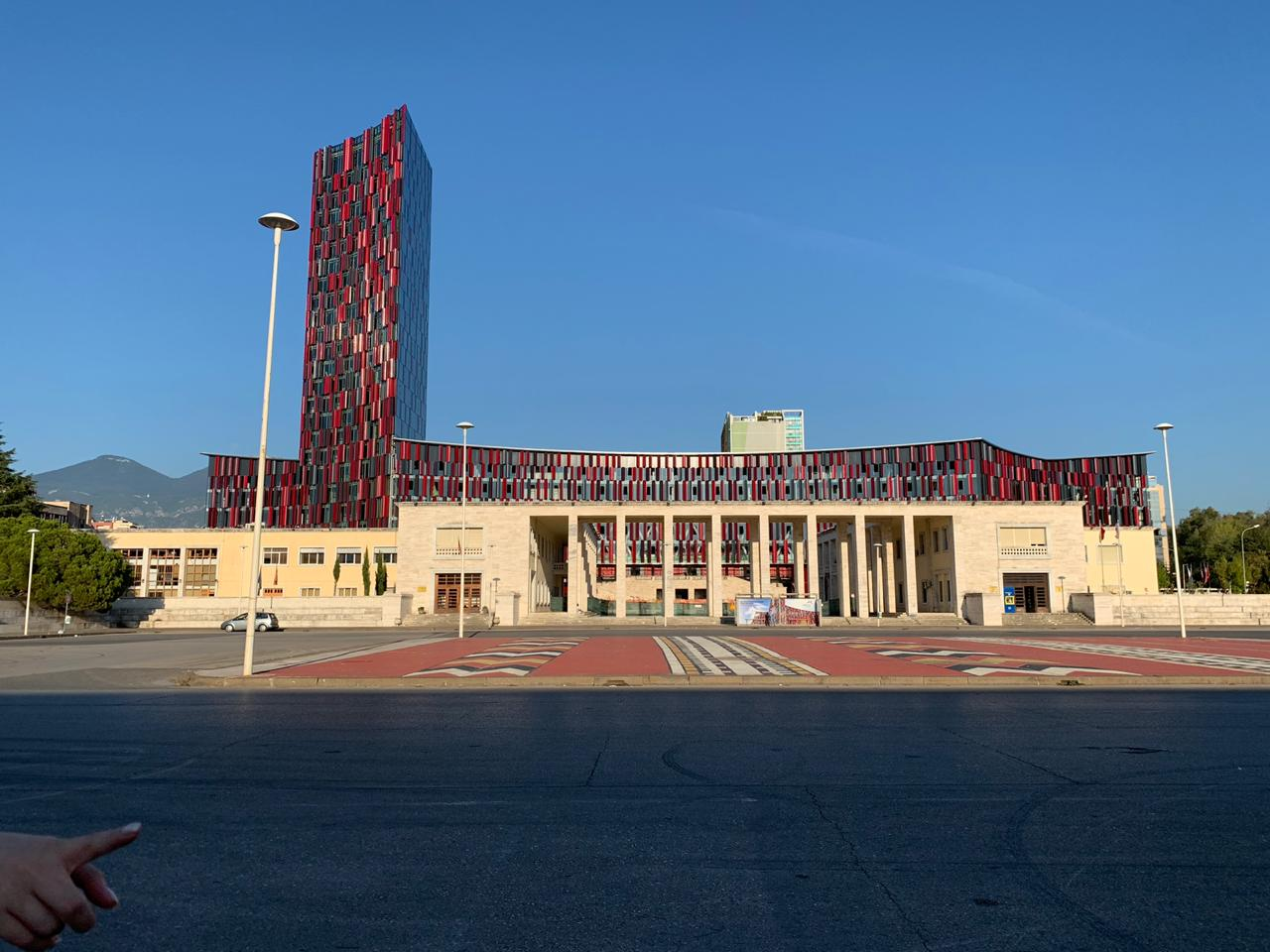
Exterior del estadio.

El Arena Kombëtare esta emplazado donde se ubicaba el Estadio Qemal Stafa demolido en junio de 2016. El mismo año el primer ministro albanés Edi Rama anunció la realización de un nuevo estadio, los costos de construcción ascienden a 60 millones de euros, de los cuales 10 millones son proporcionados por la UEFA y los 50 millones restantes por inversores privados. El nuevo Estadio Nacional albergará cafés, un centro de prensa y un Salón de la Fama. El diseño y proyecto fueron del estudio de arquitectos italianos Marco Casamonti & Archea Associati. La construcción se le confió a la empresa constructora albanesa AlbStar Sh.pk.
Los derechos de nombre de estadio son propiedad de la aerolínea nacional Air Albania, que compró los derechos de nombre por cinco años, a un valor de 650.000 € por año. El estadio es parte del complejo comercial Arena Center, incluido el Hotel Marriott Tirana.
La ceremonia de inauguración del nuevo estadio se realizó el 17 de noviembre de 2019 previo al partido de clasificación para la Eurocopa de 2020 entre la selección de Albania y la selección de fútbol de Francia, que finalizó con la victoria de la selección gala por 2–0, con anotaciones de Corentin Tolisso y Antoine Griezmann.
El 25 de mayo de 2022 el estadio albergó la primera final de la Liga Europa Conferencia de la UEFA, en donde el AS Roma venció por 1–0 al Feyenoord de Róterdam con gol de Nicolò Zaniolo.

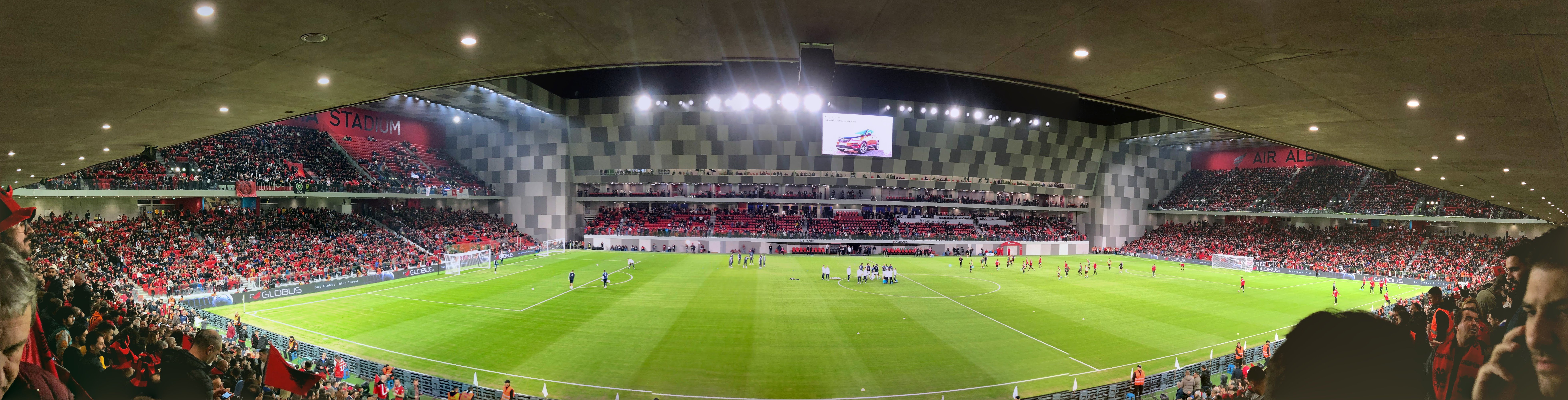
Panorámica del estadio.